# Perenniporia tepeitensis
Perenniporia tepeitensis är en svampart som först beskrevs av William Alphonso Murrill, och fick sitt nu gällande namn av Leif Ryvarden 1985. Perenniporia tepeitensis ingår i släktet Perenniporia och familjen Polyporaceae.   Inga underarter finns listade i Catalogue of Life.